# Giro d’Italia 2002
Der 85. Giro d’Italia wurde vom 11. Mai bis zum 2. Juni 2002 ausgetragen.
Weil in jenem Jahr der Euro eingeführt wurde, verlief die Strecke durch sechs der Gründungsstaaten der europäischen Gemeinschaft, deshalb wurde der Rennen auch „Euro-Giro“ genannt. Die Rundfahrt begann in den Niederlanden an, verlief dann durch Deutschland und Belgien und anschließend durch Luxemburg und Frankreich. Erst am sechsten Tag des Giros erreichten die Fahrer italienischen Boden.
Insgesamt gab es 20 Etappen und einen Prolog. Neben dem Prolog wurden mit der 14. und 19. Etappe zwei weitere Einzelzeitfahren ausgetragen. Das Ziel der Rundfahrt war traditionell Mailand. Insgesamt wurden 3347 km zurückgelegt und 140 der 198 Gestarteten kamen in Mailand an.

## Verlauf
Zu Beginn der Rundfahrt wechselte der Träger des Rosa Trikots häufig. Während der 6. Etappe schob sich der deutsche Fahrer Jens Heppner an die Spitze des Gesamtklassement und konnte sich dort zehn Tage lang gegen Kletterer und Zeitfahrspezialisten behaupten.
Die entscheidende Etappe war die 17. Dort brach der in Rosa fahrende Cadel Evans ein und Paolo Savoldelli konnte den entscheidenden Vorsprung gegenüber seinen Konkurrenten herausfahren. Während des Zeitfahrens konnte der Italiener seinen Vorsprung auf Grund einer riskanten Fahrweise noch ausbauen. Savoldelli gewann, ohne eine Etappe gewonnen zu haben, mit 101 Sekunden Vorsprung vor dem Amerikaner Tyler Hamilton.
| Etappe | Datum   | Start                  | Ziel                           | Strecke      | Sieger                 | Maglia rosa           |
| ------ | ------- | ---------------------- | ------------------------------ | ------------ | ---------------------- | --------------------- |
| Prolog | 11. Mai | Groningen (NED)        | Groningen (NED)                | 6,5 km (EZF) | Juan Carlos Domínguez  | Juan Carlos Dominguez |
| 1      | 12. Mai | Groningen (NED)        | Münster (GER)                  | 215 km       | Mario Cipollini        | Mario Cipollini       |
| 2      | 13. Mai | Köln (GER)             | Ans (BEL)                      | 199 km       | Stefano Garzelli       | Stefano Garzelli      |
| 3      | 14. Mai | Verviers (BEL)         | Esch-sur-Alzette (LUX)         | 214 km       | Mario Cipollini        | Stefano Garzelli      |
| 4      | 15. Mai | Esch-sur-Alzette (LUX) | Straßburg (FRA)                | 210 km       | Robbie McEwen          | Stefano Garzelli      |
| 5      | 17. Mai | Fossano                | Limone Piemonte                | 143 km       | Stefano Garzelli       | Stefano Garzelli      |
| 6      | 18. Mai | Cuneo                  | Varazze                        | 181 km       | Giovanni Lombardi      | Jens Heppner          |
| 7      | 19. Mai | Versilia               | Versilia                       | 159 km       | Rik Verbrugghe         | Jens Heppner          |
| 8      | 20. Mai | Capannori              | Orvieto                        | 237 km       | Aitor González Jiménez | Jens Heppner          |
| 9      | 21. Mai | Tivoli                 | Caserta                        | 208 km       | Mario Cipollini        | Jens Heppner          |
| 10     | 22. Mai | Maddaloni              | Benevento                      | 151 km       | Robbie McEwen          | Jens Heppner          |
| 11     | 23. Mai | Benevento              | Campitello Matese              | 136 km       | Gilberto Simoni        | Jens Heppner          |
| 12     | 24. Mai | Campobasso             | Chieti                         | 201 km       | Denis Lunghi           | Jens Heppner          |
| 13     | 25. Mai | Chieti                 | San Giacomo (Valle Castellana) | 188 km       | Julio Pérez Cuapio     | Jens Heppner          |
| 14     | 26. Mai | Numana                 | Numana                         | 30 km (EZF)  | Tyler Hamilton         | Jens Heppner          |
| 15     | 28. Mai | Terme Euganee          | Conegliano                     | 158 km       | Mario Cipollini        | Jens Heppner          |
| 16     | 29. Mai | Conegliano             | Corvara in Badia               | 159 km       | Julio Perez Cuapio     | Cadel Evans           |
| 17     | 30. Mai | Corvara in Badia       | Folgaria                       | 175 km       | Pawel Tonkow           | Paolo Savoldelli      |
| 18     | 31. Mai | Rovereto               | Brescia                        | 144 km       | Mario Cipollini        | Paolo Savoldelli      |
| 20     | 1. Juni | Cambiago               | Monticello Brianza             | 44 km (EZF)  | Aitor Gonzalez Jimenez | Paolo Savoldelli      |
| 21     | 2. Juni | Cantù                  | Mailand                        | 141 km       | Mario Cipollini        | Paolo Savoldelli      |

## Doping
Zwei Favoriten mussten den Giro vorzeitig beenden, da sie des Dopings überführt wurden. Der Italiener Stefano Garzelli, der 2000 siegte, durfte nicht mehr zur 10. Etappe erscheinen, weil er gedopt hatte. Sowohl die A-Probe als auch die B-Probe waren positiv. Garzelle wurde daraufhin von seinem Team suspendiert.
Nach der 11. Etappe wurde der Italiener Gilberto Simoni von seinem Team suspendiert, da er im April positiv auf Kokain getestet wurde.
Außerdem wurde Francesco Casagrande von der Rundfahrt ausgeschlossen, da er einen Konkurrenten im Sprint um eine Bergwertung in die Bande drängte.

## Endstand

### Gesamtklassement
| Rang | Name                   | Nationalität       | Team                         | Zeit        |
| ---- | ---------------------- | ------------------ | ---------------------------- | ----------- |
| 1    | Paolo Savoldelli       | Italien            | Index–Alexia Alluminio       | 89h 22' 42" |
| 2    | Tyler Hamilton         | Vereinigte Staaten | Team CSC Tiscali             | 1' 41"      |
| 3    | Pietro Caucchioli      | Italien            | Alessio                      | 2' 12"      |
| 4    | Juan Manuel Gárate     | Spanien            | Lampre-Daikin                | 3' 14"      |
| 5    | Pawel Tonkow           | Russland           | Lampre-Daikin                | 5' 34"      |
| 6    | Aitor González Jiménez | Spanien            | Kelme-Costa Blanca           | 6' 54"      |
| 7    | Georg Totschnig        | Österreich         | Gerolsteiner                 | 7' 02"      |
| 8    | Fernando Escartín      | Spanien            | Team Coast                   | 7' 07"      |
| 9    | Rik Verbrugghe         | Belgien            | Lotto-Adecco                 | 9' 36"      |
| 10   | Dario Frigo            | Italien            | Tacconi Sport-Emmegi         | 11' 50"     |
| 11   | Óscar Pereiro          | Spanien            | Phonak Hearing Systems       | 12' 49"     |
| 12   | Yaroslav Popovych      | Ukraine            | Landbouwkrediet-Colnago      | 14' 50"     |
| 13   | Ivan Gotti             | Italien            | Alessio                      | 15' 17"     |
| 14   | Cadel Evans            | Australien         | Mapei-Quick Step             | 16' 25"     |
| 15   | Eddy Mazzoleni         | Italien            | Tacconi Sport-Emmegi         | 17' 23"     |
| 16   | Franco Pellizotti      | Italien            | Alessio                      | 17' 32"     |
| 17   | Michael Boogerd        | Niederlande        | Rabobank                     | 19' 28"     |
| 18   | Michele Scarponi       | Italien            | Acqua & Sapone-Cantina Tollo | 22' 04"     |
| 19   | Julio Pérez Cuapio     | Mexiko             | Ceramiche Panaria-Fiordo     | 22' 15"     |
| 20   | Andrea Noè             | Italien            | Mapei-Quick Step             | 23' 54"     |

### Punktewertung
| Rang | Name             | Nationalität | Team                   | Punkte |
| ---- | ---------------- | ------------ | ---------------------- | ------ |
| 1    | Mario Cipollini  | Italien      | Acqua & Sapone         | 184    |
| 2    | Massimo Strazzer | Italien      | Phonak Hearing Systems | 166    |
| 3    | Aitor Gonzalez   | Spanien      | Alessio                | 106    |

### Bergwertung
| Rang | Name               | Nationalität | Team                  | Punkte |
| ---- | ------------------ | ------------ | --------------------- | ------ |
| 1    | Julio Pérez Cuapio | Mexiko       | Panaria               | 69     |
| 2    | José Castelblanco  | Kolumbien    | Colombia-Selle Italia | 33     |
| 3    | Pawel Tonkow       | Russland     | Lampre-Daikin         | 25     |

### Intergirowertung
| Rang | Name             | Nationalität | Team                   | Zeit       |
| ---- | ---------------- | ------------ | ---------------------- | ---------- |
| 1    | Massimo Strazzer | Italien      | Phonak Hearing Systems | 55h 5’46’’ |
| 2    | Serhij Hontschar | Ukraine      | Fassa Bortolo          | +4’26’’    |
| 3    | Aitor Gonzalez   | Spanien      | Kelme-Costa Blanca     | +4'41’’    |